# Chiesa di Santa Maria della Mercede (Palermo)
La chiesa di Santa Maria della Mercede è un edificio di culto ubicato nel centro storico di Palermo in via Cappuccinelle, in prossimità dell'incrocio con via Porta Carini nel quartiere Capo.

## Storia

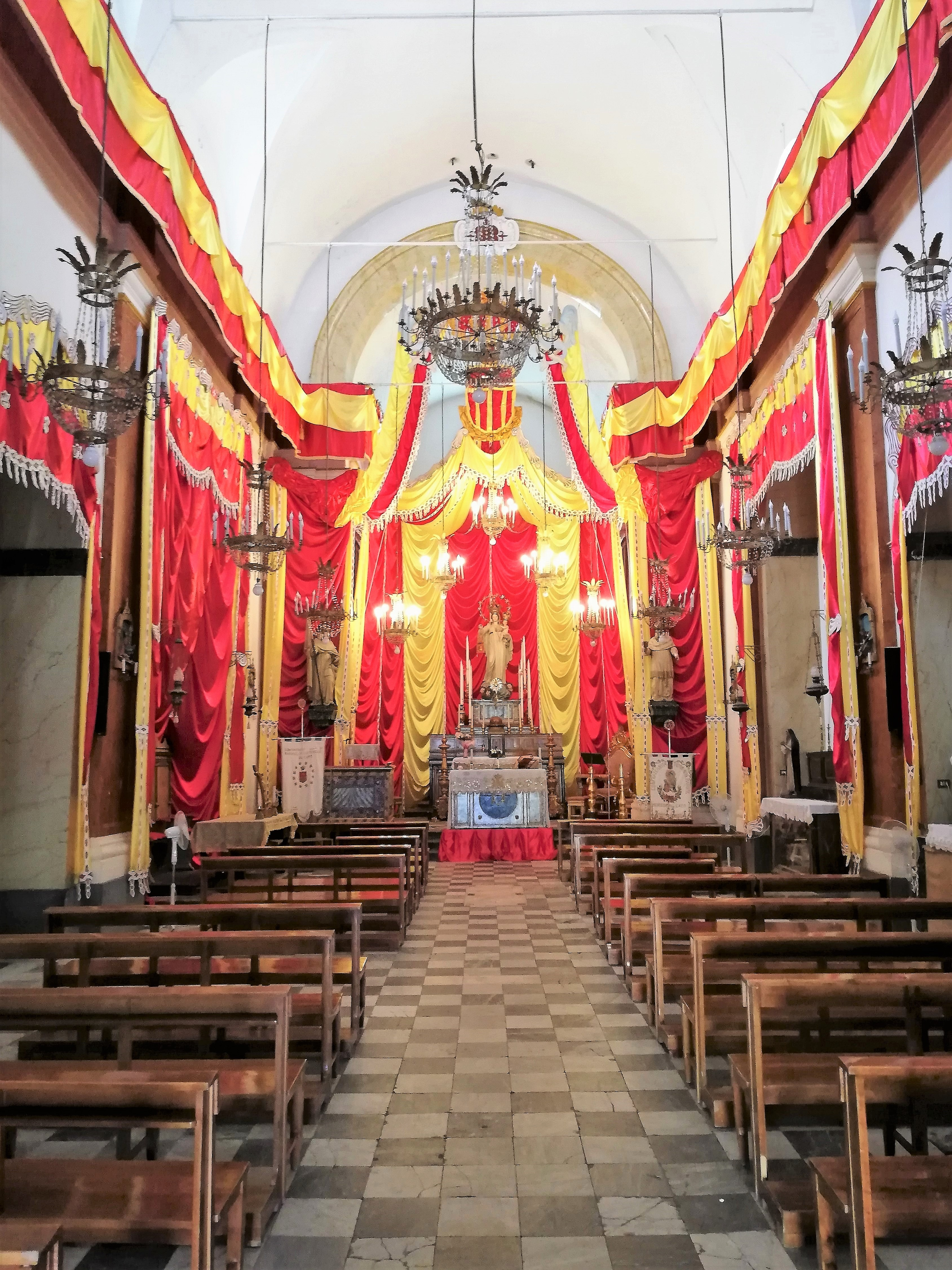
Navata.

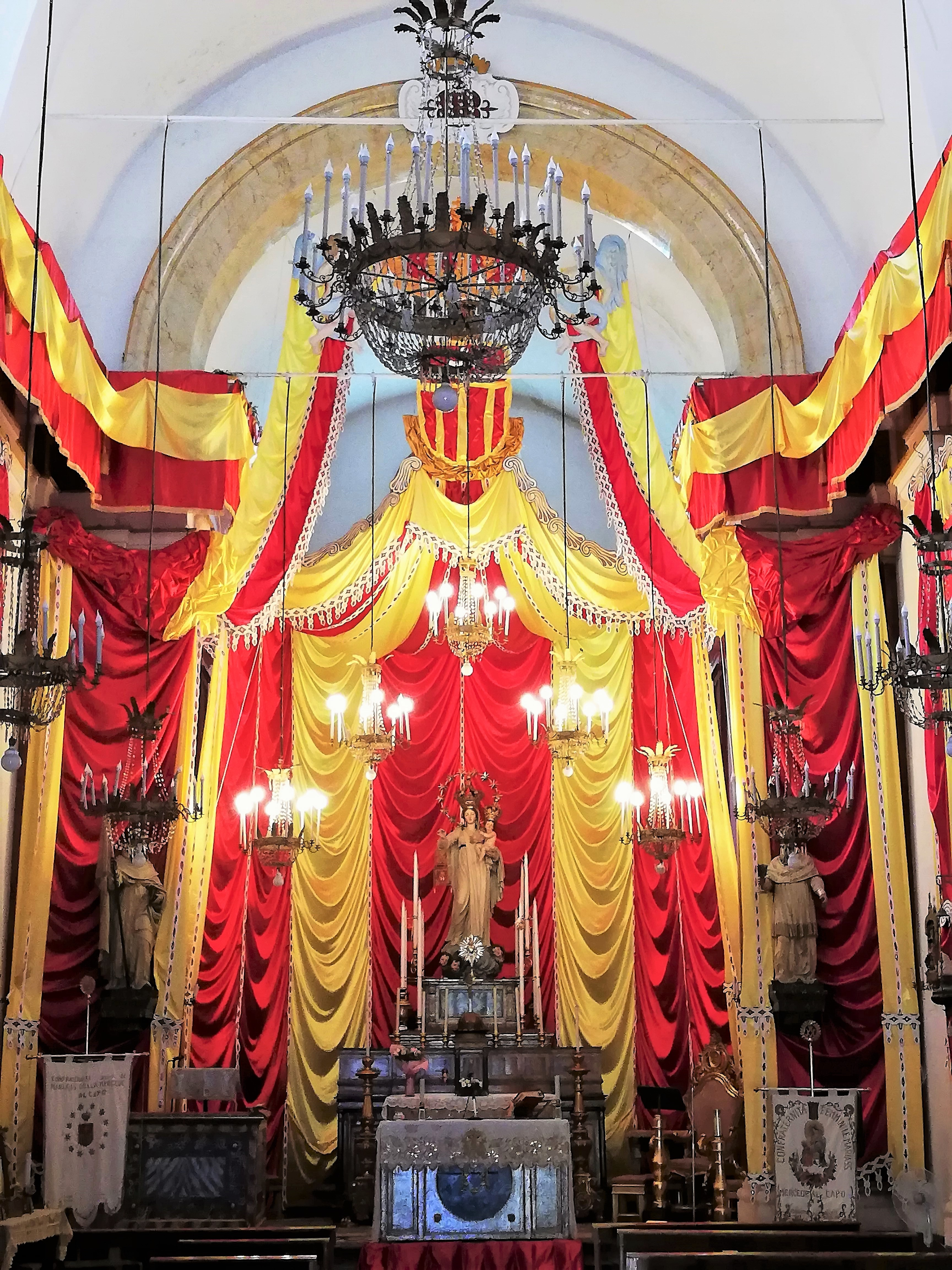
Altare maggiore.

### Epoca aragonese
- 1463, Giovanni II d'Aragona di Trastámara concede in Valladolid ai rappresentanti dell'Ordine di Santa Maria della Mercede il permesso d'insediarsi in Sicilia. Nella fattispecie è loro accordata l'antica chiesa di Sant'Anna di Porto Salvo al Capo, in prossimità del luogo di culto è eretto il convento mercedario in Italia.[1] L'ordine di Pietro Nolasco è costituito a Barcellona nella notte tra il 1 e il 2 agosto del 1218 sotto il titolo di «Santa Maria della Mercede» e il patronato di re Giacomo I d'Aragona. L'obiettivo primario del sodalizio, oltre a quelli di castità, povertà, ubbidienza, è quello di liberare i cristiani ridotti in schiavitù. L'istituzione è riconosciuta da Papa Gregorio IX nel 1230.
- 1482, I Mercedari abbandonano il luogo di culto per via dei contrasti sorti con la Confraternita di Sant'Anna. In prossimità dell'edificio conventuale è eretto l'attuale luogo di culto. I religiosi occuperanno in successione le strutture già esistenti o edificheranno nuovi istituti presso la chiesa di Sant'Agata la Pedata, la chiesa di Santa Maria del Popolo al Molo e la chiesa dell'Immacolata Concezione ai Cartari.

### Epoca spagnola
- 1590 19 novembre, Fondazione della Compagnia di Santa Maria la Mercè volta a promuovere il culto e la devozione alla Vergine col titolo della «Mercè».
- 1622, I Mercedari si dividono anche in Sicilia in calzati e scalzi.
- 1635, Acquisito dei terreni da parte della Compagnia nel quartiere Capo con l'obiettivo di costruire un nuovo convento e chiesa associata.
- 1694 16 giugno, Costituzione della Confraternita di Maria Santissima della Mercede detta del «Mercoledì».

### Epoca contemporanea
- 1866, Emanazione delle leggi eversive, allontanamento dell'ordine.
- 1882, La chiesa è riaperta al culto.
- 1914, Costituzione della Confraternita della Mercede al Capo. Gli edifici conventuali sono stati demoliti per la costruzione di nuclei con scopi commerciali, la chiesa di via Cappuccinelle in piazza del Capo è l'unico manufatto superstite.

## Facciata
L'edificio sorge su un ampio terrazzo del rione Seracaldio al quale si accede tramite uno scalone i cui gradini dipartono da un vicoletto del Mercato del Capo. Il portale in pietra, con bassorilievi fitoformi decorativi sull'architrave, presenta un timpano spezzato con un'edicola votiva intermedia che ospita la statua della Madonna della Mercede. La tradizione popolare vuole che l'immagine sia stata recuperata dai marinai del Capo e collocata in quella postazione a protezione del rione e del mercato. Un oculo illumina l'interno a navata unica.
Due lesene riproducenti bugnato delimitano il portale, un cornicione sormontato da frontone chiude il prospetto. All'interno è riprodotto lo stemma dei Mercedari, sul lato sinistro una loggia con due bifore collocata sull'edificio adiacente funge da campanile.
Nella controfacciata è realizzato il coro sostenuto da due colonne con organo in posizione centrale.

## Interno
L'interno è a navata unica con cappelle parietali divise da lesene.
- Parete destra:
  - Nicchia sottocoro: teca contenente il simulacro ligneo dell'Ecce Homo.
  - Prima campata: Cappella del Santissimo Crocifisso. Un baldacchino in stucco nell'arcata parietale ospita un Crocifisso.
  - Seconda campata: Cappella di San Giuseppe. Sull'altare è collocato il simulacro di San Giuseppe con Gesù fanciullo.
  - Terza Campata: Cappella del Sacro Cuore. Sull'altare è collocata la statua raffigurante il Sacro Cuore. Nella teca sotto la mensa è presente il simulacro del Cristo morto.
  - Scranni lignei.
- Parete sinistra:
  - Nicchia sottocoro.
  - Prima campata: Cappella di San Pietro Nolasco. Sull'altare è collocata la statua raffigurante San Pietro Nolasco. Nella teca sotto la mensa è presente il simulacro raffigurante la Dormizione della Vergine.
  - Seconda campata.
  - Terza campata: Cappella della Madonna della Mercede. Altare decorato con lesene in stucco raffigurati motivi floreali con nicchia ove è collocata l'icona della Madonna della Mercede.
  - Pulpito ligneo.

## Altare

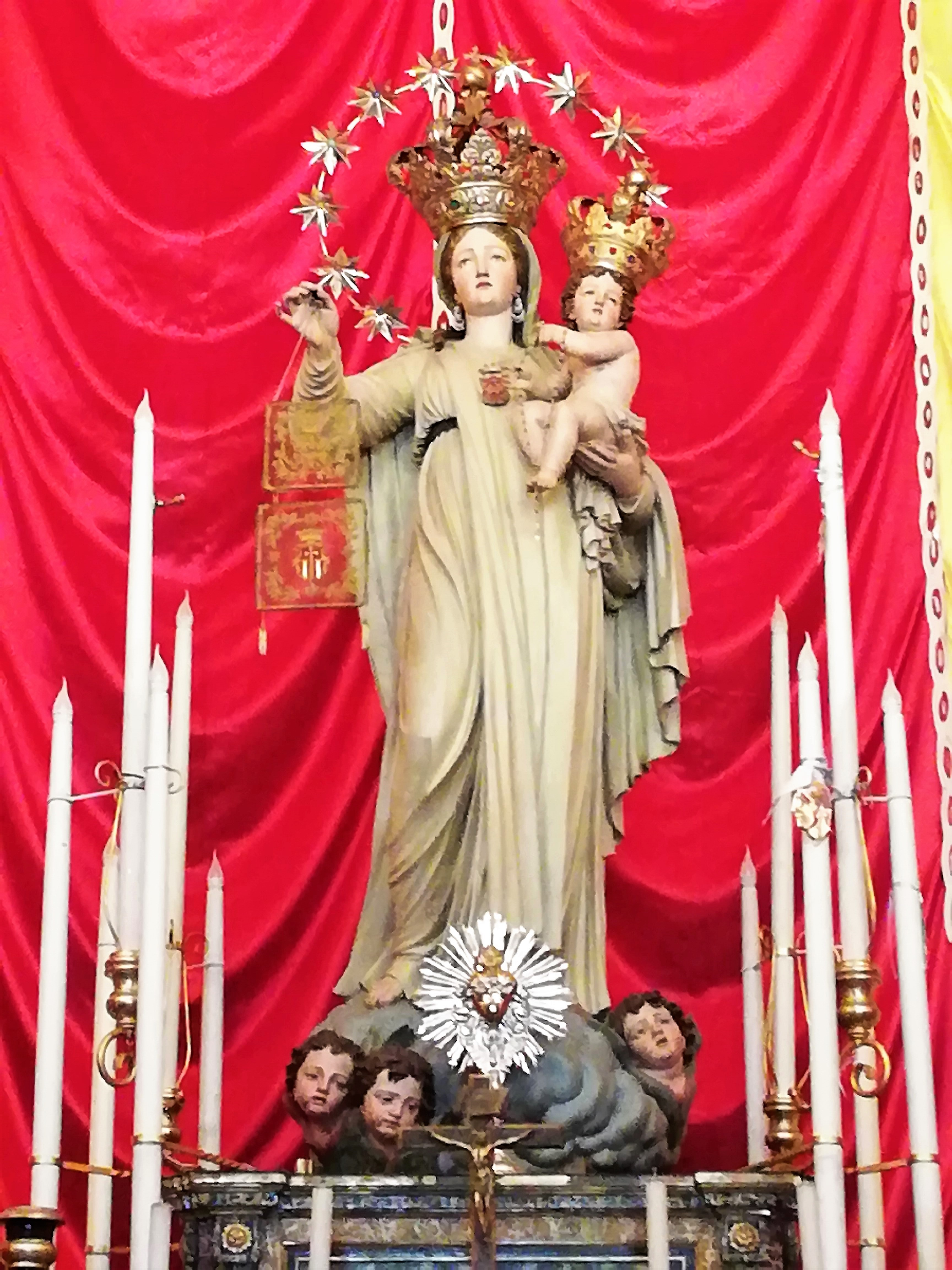
Madonna della Mercede.

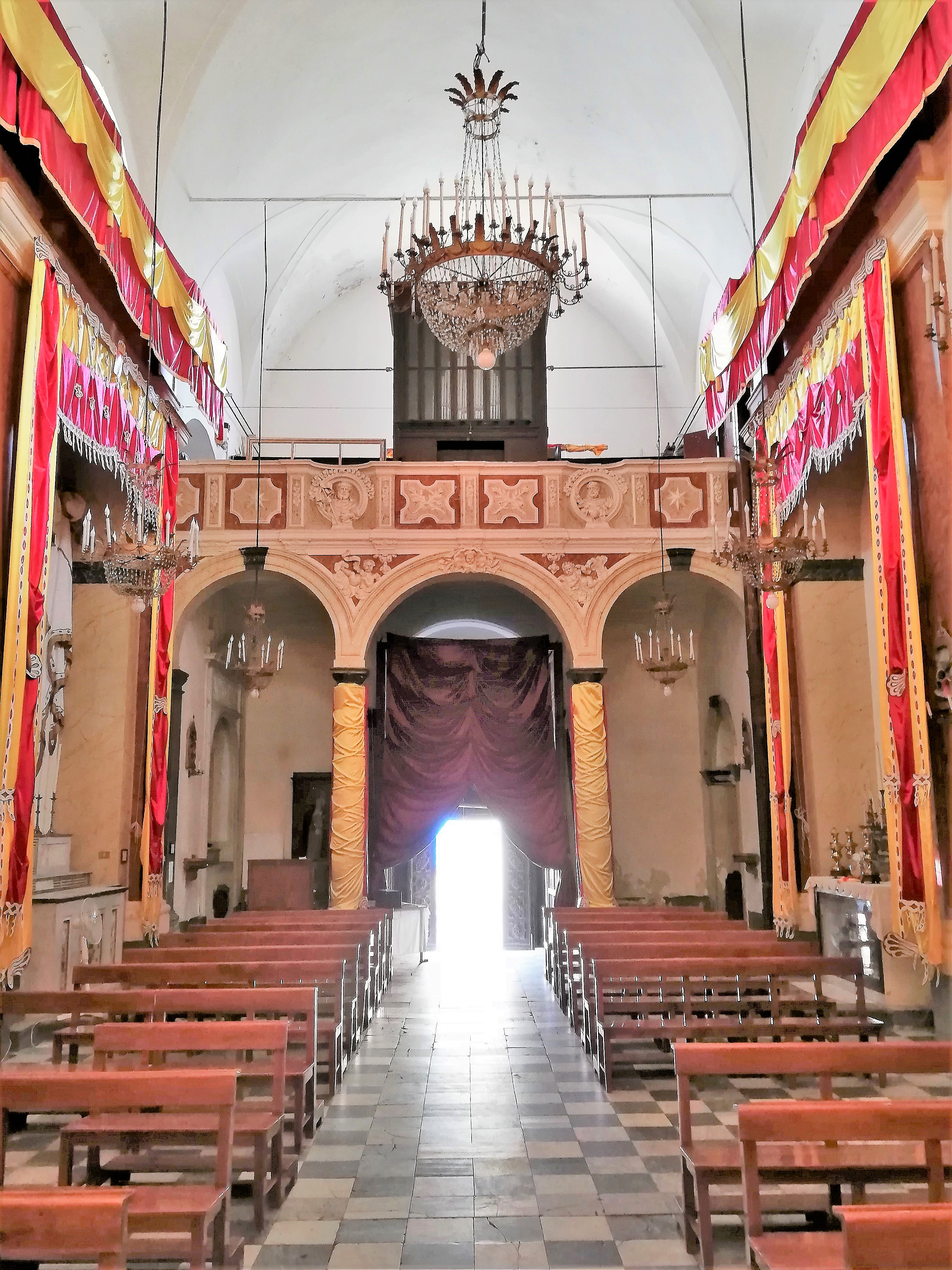
Controfacciata e cantoria.

L'arco trionfale ospita le statue di Pietro Nolasco e Raimondo Nonnato.
L'altare è decorato con marmi policromi e lapislazzuli provenienti dalla distrutta Chiesa di Santa Maria del Cancelliere. Due colonne ioniche reggono un timpano triangolare intero recante un ricco fregio interno. L'edicola che ospita la pala dell'altare maggiore è sormontata da un oculo che illumina il presbiterio.
La pala d'altare, raffigura il Padre Eterno con la Sacra Famiglia fra Sant'Anna, San Gioacchino, Santa Rosalia e San Raimondo Nonnato, attribuita ad Antonio Manno.

## Chiesa di Sant'Anna al Capo
- 1088, la chiesa di Sant'Anna di Porto Salvo in epoca normanna assume questo nome in quanto posta su un'altura ove era visibile l'antico porto di Palermo, vicino al fiume Papireto che ne costituiva una continuazione come porto canale.[2] In epoca araba questa porzione di città era assegnata agli schiavoni, ovvero le terribili truppe dalmate note per le loro scorrerie contro i cristiani.
- 1318, il luogo di culto è attestato in numerose documentazioni notarili.[3]
- 1439, è documentata l'esistenza di un ospedale.[3]
- 1482, presso la chiesa risulta attiva la Confraternita di Sant'Anna.[3]
- 1463, i padri dell'Ordine di Santa Maria della Mercede trovano ospitalità nella chiesa di Sant'Anna d'origine normanna.
- 1482, i mercedari abbandonano il luogo di culto per via dei contrasti sorti con la Confraternita di Sant'Anna.
- 1563, nella chiesa si venera una statua marmorea della Madonna della Mercede.
- 1866, demolizione della chiesa e del convento in seguito alle emanazioni delle leggi eversive.

### Convento dei Mercedari al Capo
- 1463c., Convento dei Mercedari al Capo sotto il titolo della «Madonna della Mercede».
- XX secolo primi decenni, Demolizione delle strutture.

### Confraternita di Sant'Anna
- 1482, Sodalizio formato dalle maestranze delle ricamatrici, frinzara e passamanara, che verosimilmente abitavano e lavoravano nelle immediate adiacenze dell'antica strada Seracaldio nel quartiere Capo.[3]

### Compagnia di Santa Maria la Mercè
- 1590, Fondazione della Compagnia di Santa Maria la Mercè i cui capitoli furono registrati con atto pubblico il 1º giugno del 1683.
- 1813, Commissione a Girolamo Bagnasco della statua della Madonna, con espressa raccomandazione che fosse molto più bella di quella già eseguita.
- 1885, La confraternita si arricchisce della componente femminile dedita alla cura della chiesa e della statua della Madonna.
- 1914, Costituzione della Confraternita della Mercede al Capo.
- 1997, Ultimo restauro della statua curato dal Prof.G. Correnti.

## Feste religiose
- Settembre ultima domenica, Festa della Madonna della Mercede.